# Razumnost
Razumnost (latinsko prudentia, skrajšano iz providentia, kar pomeni 'gledati naprej, modrost') je sposobnost upravljanja in discipliniranja z uporabo razuma. Klasično velja za vrlino in predvsem eno od štirih kardinalnih vrlin (ki so s tremi teološkimi vrlinami del sedmih vrlin). Razumnost je alegorična ženska poosebitev vrline, katere lastnosti so ogledalo in kača, ki je pogosto upodobljena kot par z Justicijo, rimsko boginjo pravičnosti.
Beseda izhaja iz starofrancoske besede prudence iz 14. stoletja, ki posledično izhaja iz latinske prudentia, kar pomeni 'daljnovidnost', 'modrost'. Pogosto je povezana z modrostjo, razumevanje in znanjem. V tem primeru je vrlina sposobnost presojanja med krepostnimi in zlobnimi dejanji, ne le v splošnem smislu, ampak glede ustreznih dejanj v določenem času in kraju. Čeprav razumnost sama po sebi ne izvaja nobenih dejanj in se ukvarja zgolj z znanjem, je bilo treba vse vrline urejati. Razlikovanje, ko so dejanja pogumna, v nasprotju z nepremišljenimi ali strahopetnimi, je dejanje razumnosti in je zato razvrščena kot kardinalna (osrednja) vrlina.
Beseda je vse bolj tudi sopomenka za previdnost. V tem smislu razumnost pomeni nepripravljenost do tveganj, kar ostaja vrlina glede nepotrebnih tveganj, vendar lahko, če se nerazumno razširi v pretirano previdnost, postane strahopetnost.
Aristotel v Nikomahovi etiki podrobno navaja vrlino phronesis (starogrško: ϕρόνησις), tradicionalno prevedeno kot previdnost, vrsta modrosti ali inteligence. Natančneje gre za vrsto modrosti, pomembne za praktično delovanje, ki vključuje tako dobro presojo kot odličnost značaja in navad, ki jih včasih imenujemo 'praktična vrlina', 'praktična presoja' ali 'racionalna izbira'.

## Kot "mati" vseh vrlin
Razumnost so že stari Grki, kasneje pa krščanski filozofi, predvsem Tomaž Akvinski, obravnavali kot vzrok, merilo in obliko vseh vrlin. Velja za auriga virtutum ali vodnik vrlin.
Vzrok je v tem, da vrline, ki so opredeljene kot 'izpopolnjena sposobnost' človeka kot duhovne osebe (duhovna osebnost v klasičnem zahodnem razumevanju pomeni imeti inteligenco in svobodno voljo), svojo 'popolnost' dosežejo šele, ko temeljijo na previdnosti, torej na izpopolnjeni sposobnosti za pravilno odločanje. Na primer, človek lahko živi zmernost, ko je pridobil navado pravilno odločiti o ukrepih, ki jih mora izvesti kot odziv na svoje instinktivno hrepenenje.
Naloga razumnosti je določiti, kateri ukrep je treba izvesti v katerih koli konkretnih okoliščinah. To nima nobene zveze z neposredno voljo dobrega, ki ga zazna. Razumnost ima glede na druge vrline sposobnost direktive. Osvetli pot in meri areno za njihovo vadbo. Brez previdnosti pogum postane brezumnost; usmiljenje se potopi v šibkost, svobodno samoizražanje in prijaznost v nezaupanje, ponižnost v degradacijo in arogantnost, nesebičnost v pokvarjenost, zmernost pa v fanatizem. Kultura in disciplinirane akcije bi morale biti približno koristne akcije. Njena pisarna mora za vsakega v praksi določiti čas, kraj, način itd., ki jih je treba upoštevati in ki jih sholastiki sestavljajo pod pojmom medium rationis. Torej je, čeprav kvalificira intelekt in ne volje, kljub temu pravilno oblikovana moralna vrlina.
Razumnost velja za merilo moralnih vrlin, saj ponuja model etično dobrih dejanj. »Umetniško delo je resnično in realno s svojo skladnostjo z vzorcem svojega prototipa v umetnikovem umu. Na podoben način je svobodna dejavnost človeka dobra, če se ujema z vzorcem razumnosti«. (Josef Pieper) Na primer, borzni posrednik na podlagi svojih izkušenj in vseh razpoložljivih podatkov presodi, da je koristno, da jutri ob 14:00 prodate delnico A in kupite delnico B danes. Vsebina odločitve (npr. zaloga, znesek, čas in sredstva) je rezultat razumnosti, medtem ko dejansko izvajanje odločbe lahko vključuje tudi druge vrline, kot je odločnost (to storite kljub strahu pred neuspehom). ) in pravičnost (dobro opravlja svoje delo za svoje podjetje in družino). Dejansko 'dobroto' dejanskega dejanja se meri v skladu s prvotno odločitvijo, sprejeto z razumnostjo.
V grški in sholastični filozofiji je 'oblika' posebna značilnost neke stvari, zaradi katere je to kar je. S tem jezikom razumnost daje drugim vrlinam obliko notranjega bistva; torej njen specifični značaj kot vrlina. Na primer, vsa dejanja, ki pripovedujejo resnico, ne veljajo za dobra, če jih obravnavamo kot storjena z iskrenostjo. Kar pravi govorjenje resnice kot vrlino je to, ali je storjena razumno.

## V nasprotju z nespametjo, bistroumnostjo in lažno razumnostjo
V krščanskem razumevanju je razlika med razumnostjo in zvijačnostjo v nameri, s katero se sprejema odločitev o kontekstu dejanja. Krščansko razumevanje sveta vključuje obstoj Boga, naravni zakon in moralne posledice človekovih dejanj. V tem kontekstu je razumnost drugačna od zvitosti po tem, da upošteva nadnaravno dobro. Na primer, odločitev preganjanih kristjanov, da bi se mučili, namesto da bi zanikali vero, velja za razumnost.
Po Tomažu Akvinskem se sodbe, ki uporabljajo razloge za slabe namene ali uporabljajo zla sredstva, štejejo da so bile narejene z lažno razumnostjo, ne pa z razumnostjo. Vendar pa 'nerazmnost' pa ni veljala za greh, ker ni bila prostovoljna.
Starogrški izraz za razumnost je sinonim za 'premišljenost'. Ljudje, so verjeli stari Grki, morajo imeti dovolj razumnosti, da se lahko pripravijo na čaščenje olimpskih bogov. Izjemni so bili neumni bakhovi kulti, ki so živeli čustven in strasten življenjski slog. Prepričani, da je antiseksualna olimpska tradicija sramotna, so profesorji bakhičnega kulta slavili iracionalnost, ki je upravljala z njihovo religijo.

## Sestavni deli
Razumnost je uporaba univerzalnih načel v določenih situacijah. 'Sestavni deli' vrlin v sholastični filozofiji so elementi, ki morajo biti prisotni za vsako popolno ali odlično dejanje vrline. Sledijo sestavni deli razumnosti:
- Memoria: natančen spomin; torej spomin, ki je resničen do realen; sposobnost učenja iz izkušenj;
- Docilitas: odprtost duha, ki prepoznava raznolikost in je sposoben iskati in izkoristiti izkušnje in avtoriteto drugih;
- Intelligentia: razumevanje prvih načel;
- Sollertia: pretkanost ali bistrost, to je sposobnost hitrega ocenjevanja situacije;
- Ratio: diskurzivno sklepanje in sposobnost raziskovanja in primerjave alternativ;
- Providentia: predvidevanje - to je sposobnost za oceno ali lahko posamezna dejanja uresničijo cilje;
- Circumspection: sposobnost upoštevanja vseh pomembnih okoliščin;
- Caution: sposobnost zmanjševanja tveganja

## Razumna sodba
V etiki je 'razumna presoja' tista, v kateri je treba pretehtati okoliščine, da se ugotovi pravilno ukrepanje. Na splošno velja za primere, ko bi dve osebi lahko drugače tehtali okoliščine in etično prišli do različnih zaključkov.
Na primer, v teoriji pravične vojne mora vlada naroda pretehtati, ali je njihova škoda večja od škode, ki bi jo povzročila vojna v boju proti drugemu narodu, ki jim škoduje; odločitev, ali gre v vojno, je torej razumna sodba.
V drugem primeru se lahko pacient, ki ima smrtno bolezen brez običajnega zdravljenja, odloči za poskusno zdravljenje. Za odločitev je potrebno tehtanje na eni strani, stroški, čas, morebitno pomanjkanje koristi in morebitne bolečine, invalidnosti in hitra smrt, po drugi strani pa morebitna korist in korist drugim, kar bi se lahko naučili iz njegovega primera.

## V retoriki
Phronesis ali praktična modrost ima pomembno mesto v retorični teoriji kot osrednjem vidiku presoje in prakse. Aristotelov pojem phronesis se ujema z njegovimi opombami o retoriki, ker niti po njegovi oceni ni mogoče zreducirati na episteme ali techne in oba se ne ukvarjata z zmožnostjo premišljevanja o pogojnih, spremenljivih ali nedoločenih zadevah. 
Cicero je razumnost opredelil kot retorično normo v De Oratore, De officis, De Inventione in De re publica. S tem izrazom nasprotuje nepremišljenim mladim moškim, ki ne upoštevajo posledic, preden ukrepajo. Razumniki ali tisti, ki so imeli razumnost, so vedeli, kdaj govoriti in kdaj molčati. Cicero je trdil, da se je razumnost pridobila le z izkušnjami in čeprav je bila uporabljena v vsakdanjem pogovoru, je bila v javnem diskurzu podrejena širšemu pojmu modrosti, sapientia.
V sodobni dobi so retorični učenjaki poskušali vrniti trden pomen izraza. Ohranili so skladnost s starodavnimi govorci in trdili, da je razumnost utelešen prepričljiv vir. Čeprav se v določeni kulturi lahko oblikujejo sklopi načel ali pravil, se znanstveniki strinjajo, da razumnosti ni mogoče izpeljati iz niza brezčasnih načel. Namesto tega naj bi govornik z merjenjem situacije in z utemeljenim premislekom določil nabor vrednot in morale, na katerih bo utemeljil svoja dejanja. Poleg tega znanstveniki predlagajo, da je sposobnost upoštevanja posebnosti položaja bistvenega pomena za bonitetno prakso.
Med retoričnimi učenjaki se pojavljajo majhne razlike glede definicij pojma in metod analize. 